# Murray M. Harris
Murray M. Harris (* 1866 in Illinois; † 1922) war ein US-amerikanischer Orgelbauer. Er gilt als „Vater des Orgelbaus“ im US-amerikanischen Westen.

## Leben
Harris wurde 1866 in Illinois als Sohn eines presbyterianischen Pfarrers geboren. 1884 zog die Familie nach Los Angeles, wo Harris bei einem Juwelier und Uhrenmacher ausgebildet wurde. 1888 ehelichte er die Tochter eines hohen Verwaltungsbeamten und zog kurz darauf nach Boston. Hier war er als Klavierstimmer tätig und erlernte zugleich bei George Hutchings das Orgelbauhandwerk. Zur gleichen Zeit lernte hier auch Ernest Martin Skinner. Skinner tat sich hierbei in der Verbesserung der elektropneumatischen Traktur hervor, während Harris sich eher auf die Intonation spezialisierte.
1894 kehrte Harris nach Los Angeles zurück, um dort in Hutchings' Auftrag einige Orgel zu errichten. Bald darauf löste Harris sich von Hutchings und machte sich in Los Angeles selbständig. Harris' Werkstatt war die erste Orgelbauwerkstatt in Los Angeles:

“Now this city can produce an instrument so complicated, so artistic and so excellent as to meet in competition the product of east coast manufactors.”

Die zahlreichen Kirchen – 1899 bestanden 154 Kirchen allein in Los Angeles – der rasant wachsenden Stadt sorgten für eine hervorragende Auftragslage und Harris galt bald als hervorragender Orgelbauer, der Geschäftssinn mit hoher Musikalität verband. Die leichte Verfügbarkeit guter Hölzer ermöglichte ihm hochqualitative Instrumente zu günstigen Preisen anzubieten. Hatte Harris 1894 mit nur einem Angestellten begonnen, konnte er schon 1899 seine Produktionsanlagen modernisieren; bereits 1901 war seine Firma um das Vierfache gewachsen. Im gleichen Jahr baute Harris seine erste dreimanualige Orgel für die First Methodist Church in Los Angeles, auf der Clarence Eddy zur Einweihung drei ausverkaufte Konzerte spielte.
Mit dem wachsenden Erfolg wuchs auch der Bedarf nach qualifizierten Arbeitskräften, die mit den technischen Neuerungen des Orgelbaus vertraut waren. Harris hatte bislang nur mechanische und teilweise pneumatische Trakturen gebaut, bei denen jedoch die Größe der Orgel durch die Zwänge der Mechanik begrenzt war. Der Drang der Romantik nach immer größere Instrumenten brach so der Entwicklung der Elektropneumatik Bahn. In ihrer Frühzeit waren Brandgefahr durch Kurzschlüsse und Unzuverlässigkeit das Hemmnis für ihren endgültigen Durchbruch in der Praxis. Harris warb deshalb den 51-jährigen William Boone Fleming (1849–1940), einen ehemaligen Mitarbeiter Hilborne Roosevelts in Philadelphia, bei sich an, der als einer führenden Köpfe bei der Weiterentwicklung der Elektropneumatik galt; mit dem sogenannten Fleming-System hatte dieser erstmals eine Form der Elektropneumatik entwickelt, die für den praktischen Einsatz zuverlässig genug; einige von Flemings Instrumenten bestehen noch zu Ende des 20. Jahrhunderts und zeigen eine funktionsfähige (wenn auch behäbige) Traktur. Die Anwerbung Flemings führte auch im Bereich der Intonation zu einer Vermischung verschiedener Klangkulturen: Harris hatte sich bislang an seinem Lehrer Hutchings orientiert, Fleming dagegen brachte die Klangcharakteristik Roosevelts mit nach Los Angeles.
Das erste große gemeinsame Projekt Harris' und Flemings wurde 1901 die Orgel der Stanford Memorial Church, die im Kern noch heute besteht. Der Einfluss Roosevelts offenbart sich hier schon in der Disposition, die fast eine Kopie von Roosevelts Disposition der Orgel für die First Presbyterian Church in New York war. Da der Bau der Orgel bereits vor Vollendung des Kirchenbaus abgeschlossen war, stellte Harris die Orgel zunächst auf der  Fifth International Convention of the Epworth League in San Francisco vom 18. bis zum 21. Juli 1901 aus.
1903 zählte die Werkstatt bereits 100 Mitarbeiter und Harris plante in New York eine Zweigstelle aufzubauen. Wohlhabende Bewohner an der amerikanischen Westküste ließen sich zu Beginn des 20. Jahrhunderts in großer Zahl Hausorgeln und Automatikorgeln orchestralen Zuschnitts in ihre Häuser und Yachten einbauen, um zu ihrer Unterhaltung leichte musikalische Kost oft von eigens dafür angestellten Organisten spielen zu lassen. Harris wollte von diesem Geschäft partizipieren. Um die Aufmerksamkeit auf sein Unternehmen zu lenken, plante er für die Louisiana Purchase Exposition 1904 in St. Louis eine Großorgel zu bauen. Da er zur gleichen Zeit eine Anfrage erhielt, die Orgel für die Kansas City Convention Hall mit 140 Registern zu errichten, vereinigte er beide Projekte: Die Orgel sollte zunächst auf der Ausstellung in St. Louis stehen und anschließend nach Kansas transportiert werden.

## Werkliste (Auswahl)
| Jahr | Opus | Ort           | Gebäude                     | Bild | Manuale | Register | Bemerkungen |
| ---- | ---- | ------------- | --------------------------- | ---- | ------- | -------- | ----------- |
| 1900 |      | Los Angeles   | First Methodist Church      |      | III/P   |          |             |
| 1901 |      | Palo Alto     | Stanford Memorial Church    |      | III/P   | 57       |             |
| 1903 |      | San Francisco | Calvary Presbyterian Church |      |         |          |             |